# 西部聯盟 (NHL)
西部聯會 （英語：Western Conference) 是組成北美職業冰球聯盟國家冰球聯盟 (NHL) 的兩個聯會之一，另一個則是東部聯盟。國家冰球聯盟現今的分區根基於1998－1999球季，聯盟重整新增兩個分區變成六個分區；而各分區現有的隊伍編排則是由於2011年處於東南分區_(NHL)的亞特蘭大鶇鳥隊遷移到加拿大曼尼托巴省溫尼伯市並重新命名為溫尼伯噴射機隊，引發了聯盟關於重新調整分區的討論。為了讓球隊所在的分區和其所在的時區匹配，減少球隊在分區內比賽所需要的旅行花費，以及球迷方便看球的時間，聯盟決定從2013－2014賽季起，將30個球隊重新劃分成四個分區。東部聯會兩個分區各8個隊，西部聯會兩個分區各7隊。分别为太平洋分区和中央分區。

分區調整後的國家冰球聯盟球隊所在位置

在史丹利盃季後賽贏得西部聯會冠軍的隊伍獲頒卡雲斯·甘保杯，與東部聯會冠軍進行七戰四勝制系列賽以爭奪聯盟冠軍，勝出隊伍獲頒史丹利盃。
作為2013年調整的一部分，引入了新的季後賽賽制。根據2014年史丹利盃季後賽首次採用的新季後賽制度，每個分區前三名的球隊進入季後賽，每個分區有2張外卡（每個分區總共有8個季後賽球隊）。

## 分隊
現時隸屬西部聯會的球隊分別是：
- 中央分區
  - 芝加哥黑鷹
  - 聖路易斯藍調
  - 納什維爾掠奪者
  - 科羅拉多雪崩
  - 達拉斯星
  - 明尼蘇達荒野
  - 溫尼伯噴射機
- 太平洋分區
  - 安那翰鴨
  - 鳳凰城野狼
  - 聖荷西鯊魚
  - 洛杉磯國王
  - 卡爾加里火焰
  - 愛民頓油人
  - 溫哥華加人
  - 維加斯黃金騎士